# والتر فون لا روش
والتر فون لا روش (بالألمانية: Walther von La Roche)‏ هو صحفي ألماني، ولد في 29 فبراير 1936 في ميونخ في ألمانيا، وتوفي في 9 مايو 2010 في هيرشينغ في ألمانيا.